# ＃日本で一番カワイイ女の子をこの番組が、決めちゃうゾTV
#日本で一番カワイイ女の子をこの番組が、決めちゃうゾTV（にほんでいちばんカワイイおんなのこをこのばんぐみが、きめちゃうゾティーヴィー）は、AbemaTVのAbemaSPECIALチャンネルで2016年4月15日から2017年3月24日まで毎週金曜日20時から生配信していたバラエティー番組。

## 概要
日本の47都道府県を回り、バラエティー番組で活躍できる美女を発掘するというもの。生配信中に美女を紹介し、視聴者のコメント数で競う企画であった。"カワイイ女の子見つけ隊"である若手芸人達が事前に各都道府県でロケを行い、生放送中に絞られた美女の中から各都道府県の美女No.1を選定。最終的に47都道府県の代表の中から日本一を決めるという内容であった。
企画が動き出す前の段階でKダブシャインと藤田晋が会って話をした際は街の人と絡む散歩番組のような案があったという。

## 出演者
- Kダブシャイン
- 倉持明日香

カワイイ女の子見つけ隊
- プリンセス金魚
- 土佐兄弟
- アントワネット
- ゴールデンエイジ